# 服部英明

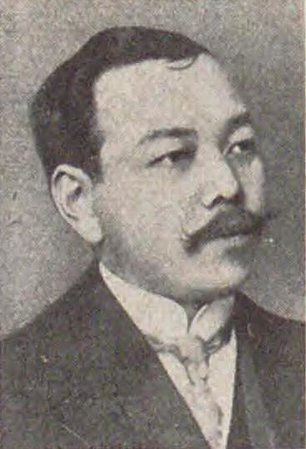
服部英明

服部 英明（はっとり えいめい、1879年（明治12年）3月6日 - 1952年（昭和27年）12月31日）は、日本の衆議院議員（立憲民政党）、弁護士。

## 経歴
愛知県中島郡祖父江町（現在の稲沢市）出身。1907年（明治40年）、東京帝国大学法科大学独法科を卒業した。弁護士事務所を開業し、東京第一弁護士会評議員を務めた。また 麻布獣医専門学校・麻布獣医畜産学校（現在の麻布大学）の理事・教授を務めた。
1924年（大正13年）、第15回衆議院議員総選挙に出馬し、当選。第17回、第19回、第20回（補欠）でも当選を果たした。
その他、東京瓦斯株式会社法律顧問、中外製薬株式会社取締役などを務めた。

## 親族
- 妻：隆子 1894年10月 - 獣医師・与倉東隆（旧薩摩藩士で麻布獣医専門学校創立者）の二女